# Han Nijssen
Han Nijssen, född 1935, död 2013, var en nederländsk zoolog med inriktning på iktyologi. Under sin yrkesverksamma tid arbetade han bland annat som intendent på Zoölogical Museum vid Universiteit van Amsterdam.

## Taxonomiskt arbete
Nijssen arbetade mycket med sydamerikanska fiskars taxonomi och är auktor till flera arter. Han beskrev bland annat 48 arter pansarmalar i släktet Corydoras, däribland Corydoras vittatus och Corydoras xinguensis. I sitt samarbete med Isaac Isbrücker beskrev Nijssen ett flertal arter i bland annat Hypancistrus-gruppen, exempelvis zebra-pleco (Hypancistrus zebra). Han samarbetade också med svensken Sven O. Kullander, iktyolog och försteintendent på Naturhistoriska riksmuseet.
Flera arter har uppkallats efter Nijssen, bland dem den sydamerikanska knivfisken Hypopygus nijsseni, laxkarpen Leporinus nijsseni, dvärgcikliden pandaciklid (Apistogramma nijsseni) samt malarna Corydoras nijsseni och Metaloricaria nijsseni.